# Awa Fam Thiam
Awa Fam Thiam (Santa Pola, 17 de junio de 2006) es una jugadora de baloncesto española, que el 2 de diciembre de 2021 se convirtió en la jugadora más joven de la historia del Valencia BC.
Fam es hija de padres senegaleses. En su tercer partido liguero hizo un doble-doble, consiguiendo un 23 de valoración. Se la considera uno de los mayores talentos de la cantera de la Alquería del Basket y del baloncesto español.  

## Palmarés

### Clubes
Valencia Basket
- Liga Femenina: 2023 y 2024.
- Copa de la Reina: 2024.
- Supercopa: 2023.

### Selección nacional

#### Absoluta
Debutó con la selección absoluta el 21 de junio de 2024. 
- EuroBasket 2025 ( Alemania,  República Checa,  Grecia,  Italia)

#### Categorías inferiores
- Europeo U16 2022 ( Portugal) – Equipo ideal
- Mundial U17 2022 ( Hungría)
- Mundial U19 2023 ( España)
- Europeo U20 2024 ( Lituania) – MVP
- Europeo U18 2024 ( Portugal) – Equipo ideal